# Santos Football Club (Georgetown)
Santos Football Club é uma agremiação esportiva sediada em Georgetown, capital da Guiana.

## História
Venceu a competição nacional de futebol pela primeira vez, em 1990, repetindo o sucesso no ano seguinte. O terceiro êxito ocorreu em 1998. É um dos homônimos do clube brasileiro Santos Futebol Clube. Os escudos são quase idênticos. Entretanto, as similitudes não passam daí. Enquanto o Peixe possui a famosa Vila Belmiro, o time local treina em um campo público.
A infraestrutura, portanto, é amadora, pois um dos jogadores é até destacado para ser gandula. O atleta designado chegou a demorar cerca de seis minutos para retornar com a bola, que é constantemente isolada. O treinamento mostrou que a técnica dos guianenses é bem diferente da dos brasileiros.
A baixa qualidade demonstrada no treino foi o reflexo do time no clássico contra o maior rival, o Pelé F.C.. O Santos foi goleado impiedosamente por 4 a 1, sob o olhar do Rei do Futebol.

## Títulos
| Nacional | Nacional             | Nacional | Nacional          |
|          | Competição           | Títulos  | Temporadas        |
|          | Campeonato Guianense | 3        | 1990, 1991 e 1998 |
| -------- | -------------------- | -------- | ----------------- |